# Dishevelled
Dishevelled – rodzina białek komórek eukariotycznych, do której należą białka zaangażowane w alternatywne szlaki sygnalizacyjne Wnt. Dsh należą do cytoplazmatycznych fosfoprotein działających bezpośrednio na receptory frizzled. Wydaje się, że białka rodziny dishevelled regulują istotne procesy zarówno w zarodku jak i u dorosłych organizmów, wpływając na różnicowanie komórek, ich polarność i nawet na zachowanie społeczne organizmów. Znane są trzy geny kodujące białka rodziny dishevelled:
- DVL1
- DVL2
- DVL3